# Гессенське ландграфство
Ге́ссенське ландграфство (нім. Landgrafschaft Hessen) — ландграфство з центром у північній та центральній частинах сучасного Гессена, що існувало з 1264 по 1567 роки.

## Історія
Утворилося в 1264 році, коли за підсумками Війни за тюринзьку спадщину Генріх I, син герцога Брабантського Генріха II та Софії Тюринзької, отримав частину володінь Людовінгів. Резиденція була спочатку в Марбурзі та Гуденсберзі, але вже з 1277 перемістилася в Кассель.
З 1308 по 1311 рік і знову з 1458 року ландграфство було поділено на Верхній і Нижній Гессен. До 1500 ландграфство Гессенського дому збільшилось до Рейну і Неккара. Гессен був знову об’єднаний під керівництвом ландграфа Вільгельма II у 1500 році. Ландграфство набуло першочергового значення за його сина Філіппа I Великодушного, який після Гомберзького синоду 1526 року прийняв протестантизм і ставпомітною фігурою німецької Реформації. Він став активним співзасновником захисного альянсу протестантських князів, міст і станів проти католицького імператора Карла V Габсбурга.
У 1567 році, після смерті Філіппа Великодушного, ландграфство припинило своє існування і було розділене за його заповітом на чотири частини: Вільгельм IV отримав половину всіх земель під назвою Гессен-Кассельське ландграфство (правитель якого у 1803 році був піднесений до курфюрстів), Людвіг IV — чверть під назвою Гессен-Марбурзьке, молодші сини Філіп II Георг I по 1/8 частини — Гессен-Рейнфельсське і Гессен-Дармштадтське (пізніше Велике герцогство Гессенське) ландграфства відповідно.
Людвіг IV і Філіпп II померли, не залишивши спадкоємців, тому залишилися лише 2 головні лінії: Гессен-Кассельська та Гессен-Дармштадтська.
Але згодом імператор, який переміг у битві при Вімпфені в 1622 році, за вірність передав Людвігу V (ландграфу Гессен-Дармштадта) всі землі Гессен-Марбурга (де народився його дід, ландграф об'єднаного Гессена, Філіпп Великодушний), владу над якими Людвіг зберіг до своєї смерті.
Фрідріх V вступив в управління Гессен-Гомбурзьким ландграфством 22 березня 1766 року. Щоб завершити конфлікт із дармштадтськими кузенами, було підписано так званий компроміс — відмова Гессен-Дармштадта від суверенних прав на Гессен-Гомбург. За цим договором Гессен-Гомбург набув широких прав внутрішнього суверенітету, але Гессен-Дармштадт зберіг за собою відносини з імператором, представляючи Гессен-Гомбург у рейхстазі і стягуючи за Гомбург імперські податки. 27 вересня 1768 року Фрідріх уклав династичний і дипломатичний шлюб з Кароліною Гессен-Дармштадтською, дочкою ландграфа Людвіга IX і Генрієтти Кароліни Пфальц-Цвейбрюккенської, що остаточно затвердило його суверенітет у відносинах з Гессен-Дармштадтом і зробило правлячу лінію Гессен-Гомбургу (які стали прямими родичами правлячої лінії Гессен-Дармштадта) офіційним наступником Гессен-Дармштадта та всього Гессенського дому.
У 1806 році Гессен-Дармштадт був перетворений на Велике герцогство Гессенське. Дочками великого герцога Гессенського були остання російська імператриця Олександра Федорівна, дружина імператора Миколи II, і велика княгиня Єлизавета Федорівна, дружина сина імператора Олександра II великого князя Сергія Олександровича, що спородило Гессенський дім з династією Гольштейн-Готторп-Романових. В 1866 році Гессен-Кассельське курфюрство було анексовано Прусським королівством, а в 1918 перестало існувати і Велике герцогство Гессенське.

## Правителі
- 1264—1308 : Генріх I Дитя
- 1311—1328 : Оттон I (син попереднього)
- 1328—1377 : Генріх II (син попереднього)
  - 1328—1345 : Людвіг (син Оттона I), правитель у Гребенштайні
- 1377—1413 : Герман II (син Людвіга)
- 1413—1458 : Людвіг I (син попереднього)

Правителі нижнього Гессена (Касселя)
- 1458—1471 : Людвіг II (старший син Людвіга I)
- 1471—1493 : Вільгельм I
- 1493—1509 : Вільгельм II (правитель об'єднаного Гессена з 1500)

Правителі верхнього Гессена (Марбурга)
- 1458—1483 : Генріх III (молодший син Людвіга I)
- 1483—1500 : Вільгельм III

Правителі об'єднаного Гессена
- 1509—1567 : Філіпп I (син Вільгельма II)